# Porfirio López
Porfirio López Meza (San José, 10 settembre 1985) è un calciatore costaricano, difensore dell'Alajuelense.